# Denise Cronenberg
Denise Cronenberg   (Toronto, 1 d'octubre de 1938 - Burlington, 22 de maig de 2020) va ser una dissenyadora de vestuari canadenca. Era germana del director de cinema David Cronenberg i mare del cineasta Aaron Woodley. Va produir treballs per a pel·lícules com Dawn of the dead i L'increïble Hulk. Amb el seu germà van treballar junts a The fly, una adaptació operística del 2008 de la pel·lícula homònima de 1986.

## Obres
- La mosca (1986)
- Inseparables (1988)
- The Long Road Home (1989)
- The Guardian (1990)
- Naked Lunch (1991)
- Madame Butterfly (1993)
- Dones sota la lluna (1995)
- Crash (1996)
- Assassinat a la Casa Blanca (1997)
- Mad City (1997, vestuari d'Alan Alda)
- A Cool, Dry Place (1998)
- The Wager (1998, també productora delegada)
- eXistenZ (1999)
- The Third Miracle (1999)
- Bless the Child (2000)
- Dracula 2000 (2000)
- Camera (2000)
- La mort d'un àngel (2002)
- Spider (2002)
- El protector (2002)
- Rhinoceros Eyes (2003)
- Dawn of the dead (2004)
- Una història de violència (2005)
- Shoot 'Em Up (2007)
- The Fly (2008, òpera de Howard Shore)
- Resident Evil: Afterlife (2010)